# Aeroporto de Hakodate
Aeroporto de Hakodate (函館空港 Hakodate Kūkō) (IATA: HKD, ICAO: RJCH) é um aeroporto localizado a 7,6 km (4,7 mi) a leste da estação Hakodate em Hakodate, uma cidade em Hokkaido, Japão. É operado pelo Ministério da Terra, Infra-estrutura, Transportes e Turismo.

## História
O aeroporto de Hakodate abriu em 1961 com uma única pista de 1,200 m. Uma nova atualização de terminal e extensão de pista para 2.000 m tornou-se operacional em 1971. A pista foi ampliada até 2.500 m em 1978 e 3.000 m em 1999. Um novo edifício terminal inaugurado em 2005.
Em 6 de setembro de 1976, o piloto soviético Viktor Belenko desertou para o Ocidente, desembarcando uma aeronave MiG-25 Foxbat no aeroporto de Hakodate.
Em 21 de junho de 1995, o voo 857 da All Nippon Airways, um voo Boeing 747 programado de Tóquio para Hakodate, foi seqüestrado por Fumio Kutsumi, um funcionário do banco de Tóquio armado com uma chave de fenda. Kutsumi afirmou estar agindo em nome do líder de Aum Shinrikyo, Shoko Asahara. A aeronave pousou em Hakodate e ficou na pista durante a noite por 15 horas antes que a polícia antimotim invadisse a aeronave ao amanhecer e libertasse os passageiros. 

## Transporte terrestre
Ônibus programados operam para estação Hakodate e Hotel Príncipe Onuma.